# Микель, Фридрих Антон Вильгельм
Фри́дрих Анто́н Вильге́льм Мике́ль — голландский ботаник-систематик XIX века.
Он руководил ботаническими садами в Роттердаме (1835—1846), Амстердаме (1846—1859) и Утрехте (1859—1871). С 1862 года возглавлял Государственный гербарий (нидерл.  Rijksherbarium) в Лейдене.
Несмотря на то, что он никогда не совершал дальних путешествий, благодаря широким связям в научном ботаническом мире он собрал большую коллекцию растений Австралии и Нидерландской Ост-Индии. Он описал многие важные семейства растений Австралии и Индонезии, включая Казуариновые, Миртовые, Перечные и Гречишные.

## Путь в науке
Отец Микеля, врач, был выходцем из юго-восточной Франции. Начальное образование Микель получил в семье.
Микель изучал литературу, а затем — с 1829 года — медицину и лекарственные средства в университете Гронингена, который окончил в 1833 году. Ещё будучи студентом, Микель увлёкся морфологией растений, напечатал несколько ботанических статей, удостоенных премии, первую свою ботаническую работу посвятил морфологии мхов и папоротников. Получив диплом врача и одновременно степень бакалавра естественных наук, работал врачом в больнице в Амстердаме.
В 1835 году он читал лекции о лекарственных средствах (особенно о лечебных травах) в клинической школе в Роттердаме. Жизнь в Роттердаме позволила ему сблизиться с миром учёных-ботаников, публиковать свои статьи по морфологии, геоботанике и систематике растений. Микель по слабости здоровья никогда не выезжал за пределы Европы, тем не менее, используя гербарии и живые растения, привезённые другими из-за границы, он описал флоры Новой Зеландии, Суринама, Восточной Индии, написал несколько монографий о родах растений. В 1846 году он был избран постоянным членом Академии наук, стал профессором ботаники в Амстердамском университете, где проработал 13 лет, читая, кроме всего, лекции по фармакологии, палеонтологии и даже геологии. В 1850 году по совокупности научных трудов ему была присуждена степень почётного доктора естественных наук.
В 1859 году он перешёл в Утрехтский университет, где также стал профессором ботаники (в этом звании он состоял до самой своей кончины), одновременно исполняя обязанности директора Утрехтского ботанического сада.
В 1862 года стал директором Государственного гербария в Лейдене. При нём коллекции растений постоянно пополнялись и содержались в образцовом порядке. Он заслужил славу заботливого попечителя ботанического наследия.
Поскольку правила Государственного гербария не позволяют директору иметь собственный гербарий, Микель был вынужден продать свой весьма обширный гербарий Утрехтскому университету (сейчас он включён в коллекцию Государственного гербария Нидерландов).
Микель провёл множество исследований по таксономии растений. Так, например, он описал флоры голландской Ост-Индии и Суринама. В общей сложности он описал около 7 000 ботанических таксонов. Для книги «Prodromus» О. Декандоля Микель обработал семейство Казуариновые, а для «Flora brasiliensis» Марциуса — Хлорантовые, Эбеновые, Мирзиновые, Перечные, Первоцветные, Симплоковые, Сапотовые и Крапивные. Его перу принадлежат 296 работ по самым различным вопросам ботаники, в том числе и палеоботаники. Он заметил сходство растений Японии и Северной Америки и развил теорию об общности происхождения флор этих двух регионов.
Микель направил письма коллегам в Европе и Америке с приглашением участвовать в обработке ботанических коллекций Государственного гербария. Предложение было принято, и некоторые ботаники приехали в Лейден.
В сотрудничестве с немецким ботаником Гёппертом Микель также проводил исследования ископаемых растений.
Вместе с Якобом ван Бреда (нидерл. Jacob G.S. van Breda), Питером Хартингом (нидерл. Pieter Harting) и Винандом Старингом (нидерл. Winand Staring) он принимал участие в Первом комитете по созданию геологической карты Нидерландов.
Микель был членом многих научных обществ и академий в стране и за рубежом.
Микель умер в 1871 году в возрасте 59 лет; на посту директора Государственного гербария его сменил Фредерик Виллем Reinier Suringar.
Состояние Микеля ныне составляет основу Фонда Микеля, который предоставляет финансовую поддержку ботаникам Утрехтского университета.
Бывший дом директора ботанического сада в Утрехте ныне является мемориальным Домом Микеля.
В его честь назван род растений Miquelia Meisn. семейства Икациновые.

## Печатные труды
- De nord-nederlandsche vergiftige Gewassen. Amsterdam, 1836 (с 36 таблицами) (нид.)
- Commentarii phytographici. Leyden, 1838—1840 (с 14 таблицами) (лат.)
- Genera cactearum : descripta et ordinata, quibus proemissi sunt characteres totius ordinis et adfinitatum adumbratio scripsit F. A. Guil. Miquel. Roterodami, 1839  (Дата обращения: 10 октября 2008) (лат.)
- Monographia generis Melocacti. Breslau, Berlin, 1841 (с 11 таблицами) (лат.)
- Monographia Cycadearum, Utrecht, 1842 (с 8 таблицами) (лат.)
- Systema Piperacearum, Rotterdam,1843—1844 (лат.)
- Illustrationes Piperacearum, Bonn, 1847 (с 92 таблицами) (лат.)
- Revisio critica Casuarinarum, Amsterdam, 1848 (с 12 таблицами) (лат.)
- Stirpes surinamenses selectae, Leyden, 1850 (с 65 таблицами) (лат.)
- Analecta botanica indica, Amsterdam, 1850—1852 (с 20 таблицами) (лат.)
- Cycadeae quaedam Americanae, partim novae. Amsterdam, 1851 (лат.)
- Plantae Junghuhnianae, Leyden, 1851—1855 (лат.)
- Flora Indiae batavae, Amsterdam, 1855—1859 (в 2 томах) (лат.)
- Prodromus Florae Sumatranæ, Amsterdam, 1860—1861 (лат.)
- Sumatra, seine Pflanzenwelt und deren Erzeugnisse, Leipzig, 1862 (нем.)
- Choix des plantes rares et nouvelles, cultivées et dessiné es dans le jardin botanique de Buitenzorg, Den Haag, 1863 (с 26 таблицами) (фр.)
- Annales Musei botanici Lugduno-Batavi, Amsterdam, 1863—1869 (в 4 томах, с 40 таблицами) (лат.)
- Prolusio Florae japonicae, Amsterdam, 1865—1867 (лат.)
- De Palmis Archipelagi Indici observationes novae. Amsterdam, 1868 (лат.)
- Catalogus Musei botanici Lugduno-Batavi. I. Flora japonica, Den Haag, 1870 (лат.)
- Illustrations de la Flore de l’Archipel indien / par F. A. W. Miquel. Amsterdam, Utrecht, van der Post, Leipzig, Fleischer, 1871 (фр.)